# Комарицьке
Кома́рицьке —  село в Україні, у Миколаївській селищній громаді Сумського району Сумської області. Населення становить 256 осіб. До 2016 орган місцевого самоврядування - Товстянська сільська рада.

## Географія
Село Комарицьке розташоване в урочищі Грузське біля витоків річки Бобрик. На відстані 2 км розташовані села Олександрівка та Товста.

## Історія
- Село постраждало внаслідок геноциду українського народу, проведеного урядом СССР 1923-1933 та 1946-1947 роках.
- 12 червня 2020 року, відповідно до розпорядження Кабінету Міністрів України № 723-р «Про визначення адміністративних центрів та затвердження територій територіальних громад Сумської області», село увійшло до складу Миколаївської селищної громади[1].
- 19 липня 2020 року, в результаті адміністративно-територіальної реформи та ліквідації Білопільського району, село увійшло до складу новоутвореного Сумського району[2].

## Економіка
- Молочно-товарна ферма.

## Соціальна сфера
- Клуб.